# Ukrainische Botschaft in Griechenland

Ukrainische Botschaft in Filothei bei Athen

Die Ukrainische Botschaft in Griechenland ist die diplomatische Vertretung der Ukraine in Griechenland. Das Botschaftsgebäude befindet sich in der Stephanou Delta in Filothei, Athen-Nord. Ukrainischer Botschafter in Griechenland ist seit 2018 Serhij Schutenko.

## Geschichte

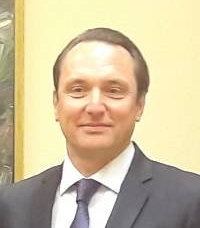
Serhij Schutenko, Botschafter seit 2018

Mit dem Zerfall des Zarenreichs entstand 1918 erstmals ein ukrainischer Nationalstaat. Griechenland erkannte den Ukrainischen Staat an. Fedir Pawlowytsch Matuschewskyj war 1918 der erste Missionschef in Griechenland. Im Russischen Bürgerkrieg eroberte die Rote Armee den größten Teil der Ukraine und diese wurde als Ukrainische Sozialistische Sowjetrepublik in die Sowjetunion eingegliedert.
Nach dem Zerfall der Sowjetunion erklärte sich die Ukraine im August 1991 für unabhängig. Griechenland erkannte am 31. Dezember 1991 die Ukraine als Staat an. Die Aufnahme diplomatischer Beziehungen wurde am 15. Januar 1992 vereinbart. Die Botschaft in Griechenland wurde 1993 eröffnet. Als erster Botschafter war Borys Iwanowytsch Kornjejenko akkreditiert.
Gegenwärtig leben etwa 25.000 Ukrainer in Griechenland, die mehrheitlich in Athen, Thessaloniki und Patras. Drei Schulen bieten Samstags Unterricht in ukrainischer Sprache an.

## Konsulareinrichtungen der Ukraine in Griechenland
- Konsularabteilung der Botschaft der Ukraine in Filothei bei Athen
- Generalkonsulat in Thessaloniki

## Botschaftsgebäude in Griechenland
Sitz der Botschaft ist moderner Neubau in der Stephanou Delta 2 im Vorort Filothei nordöstlich der griechischen Hauptstadt.

## Botschafter und Gesandte der Ukraine in Griechenland
- Fedir Pawlowytsch Matuschewskyj (1918)
- Modest Pylypowytsch Lewyzkyj (1919–1921)

- Borys Iwanowytsch Kornjejenko (1993–1997)
- Jurij Anatolijowytsch Serhjejew (1997–2000)
- Wiktor Martynowytsch Kalnyk (2001–2005)
- Walerij Iwanowytsch Zybuch (2005–2010)
- Wolodymyr Anatolijowytsch Schkurow (2010–2016)
- Natalija Jewheniwna Kossenko (2016–2018)
- Serhij Oleksandrowytsch Schutenko (2018–)